# CarX Highway Racing
CarX Highway Racing es un videojuego de carreras desarrollado y publicado por CarX Technologies para Android, iOS y Nintendo Switch. Fue lanzado el 26 de julio de 2017 para Android y el 7 de diciembre de 2017 para iOS en Canadá y el 18 de diciembre de 2017 en todo el mundo y el 14 de marzo de 2024 para Nintendo Switch.

## Jugabilidad
CarX Highway Racing es un juego de conducción en tres dimensiones en el que los jugadores se ponen al volante de más de una docena de vehículos inspirados en coches reales. En estas carreras, además, no hay reglas. Se compite a través de autopistas con tráfico, con la aparición ocasional de la policía.
En CarX Highway Racing se puede elegir entre dos modos de control distintos. Uno nos permitirá controlar el vehículo únicamente tocando la pantalla, mientras que el otro hará uso del acelerómetro del dispositivo.
CarX Highway Racing cuenta con varios modos de juego, se puede competir en el modo historia, el modo carrera larga, supervivencia, carrera X, y alguno que otro más. Además, se puede desbloquear coches, que se pueden ir mejorando y tuneando.